# Efraim Tjihonge
Efraim Tjihonge (ur. 23 maja 1986 w Windhuku) – namibijski piłkarz występujący na pozycji bramkarza w klubie Milano United AFC. Posiada także obywatelstwo południowoafrykańskie.

## Kariera klubowa
Jego pierwszym klubem był Black Africa Windhuk, w którym grał w latach 2003-2006. W 2006 przeszedł do Black Leopards FC z południowoafrykańskiego miasta Polokwane. Podpisał tam kontrakt w 2006 roku i zdołał rozegrać 19 meczów. W 2009 powrócił do ojczyzny, związując się z klubem Civics FC. Rozegrał tam tylko jeden sezon, ponieważ podpisał później kontrakt z innym stołecznym klubem z Namibii - SK Windhoek. Jego pobyt w nowej drużynie również nie trwał długo, gdyż wypożyczono go do African Warriors FC - zespołu z drugiej klasy rozgrywkowej RPA.
W 2012 roku związał się kontraktem z innym południowoafrykańskim drugoligowcem - Milano United FC - na zasadzie transferu definitywnego z SK Windhoek. W latach 2013–2014 występował w FC Cape Town, a w latach 2014-2015 ponownie w Black Africa. W latach 2015–2017 występował w UNAM FC, w którym zakończył karierę.

## Kariera reprezentacyjna
Tjihonge został powołany do reprezentacji Namibii na Puchar Narodów Afryki 2008. Był tam jedynie rezerwowym bramkarzem i nie rozegrał żadnego spotkania. Oprócz tego, zgromadził 12 występów w kadrze.